# Наташа (лунный кратер)
Кратер Наташа (лат. Natasha) — небольшой ударный кратер в горном массиве между Океаном Бурь и Морем Дождей на видимой стороне Луны. Название присвоено по русскому женскому имени и утверждено Международным астрономическим союзом в 1976 году.

## Описание кратера

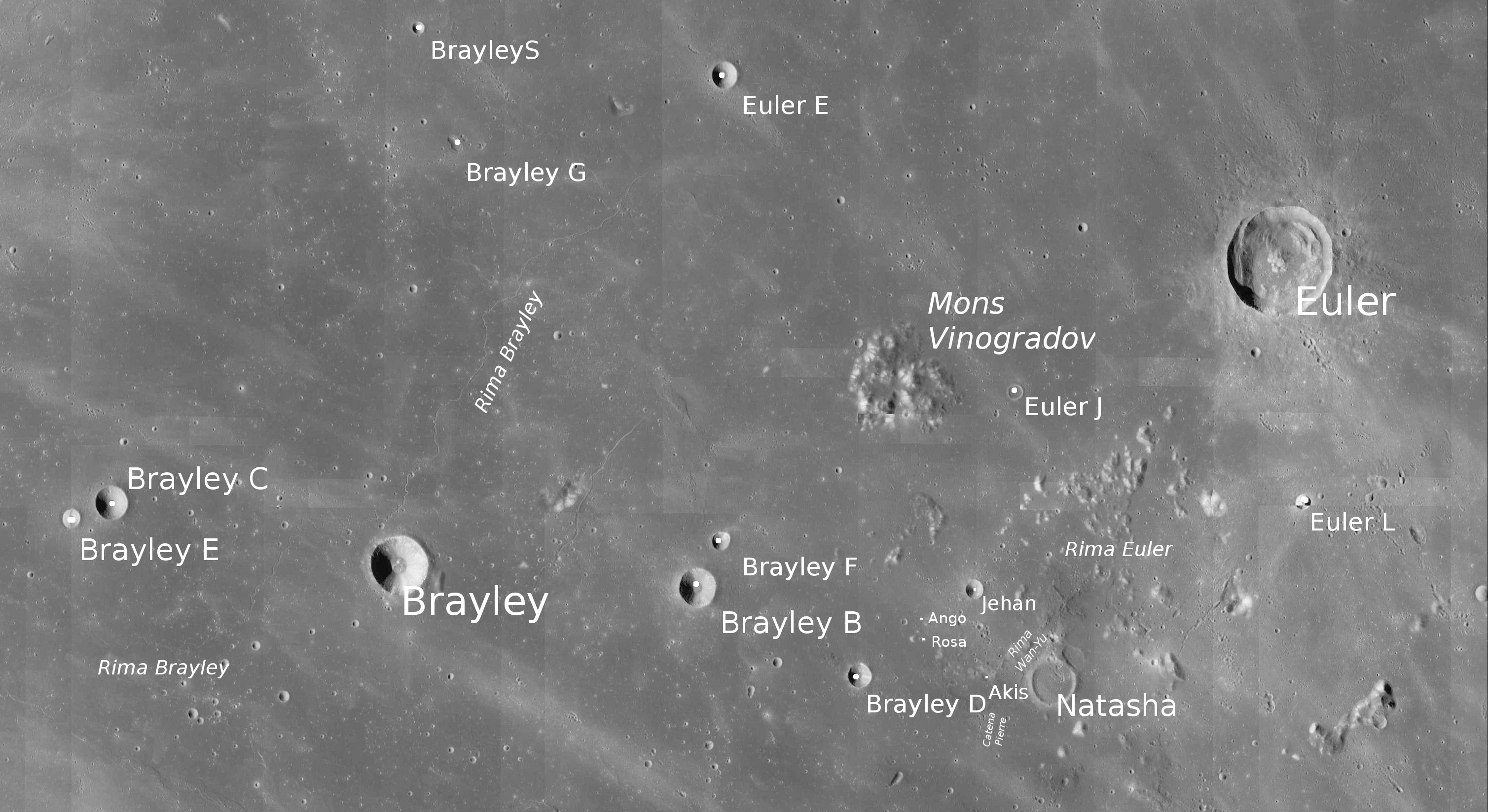
Окрестности кратера Наташа. Снимок зонда Lunar Reconnaissance Orbiter.

Ближайшими соседями кратера являются кратер Акис на западе; кратер Джехан на северо-западе; кратер Эйлер на севере-северо-востоке и кратер Майер Т. на юге-юго-востоке. Вдоль западной части вала кратера Наташа проходит борозда Ван-Ю, далее на западе-юго-западе расположена цепочка кратеров Пири; на севере от кратера находится борозда Эйлера и далее на севере-северо-востоке пик Виноградова; на юго-западе лежат горы Карпаты. Селенографические координаты центра кратера 19°59′ с. ш. 31°10′ з. д. / 19,98° с. ш. 31,16° з. д., диаметр 11,0 км, глубина 290 м.
Кратер имеет циркулярную форму и практически не разрушен. Вал с чётко очерченной острой кромкой и узкими гладкими внешним и внутренним склонами. Северная часть вала перекрыта группой мелких кратеров, южная оконечность вала отмечена маленьким одиночным кратером. Высота вала над окружающей местностью 450 м, объём кратера составляет приблизительно 70 км³. Дно чаши вероятно затоплено и выровнено лавой, северная часть чаши испещрена множеством мелких кратеров, часть из которых формируют цепочку с юга-востока на северо-запад. Местность на юге от кратера пересечена светлыми лучами от кратера Коперник.
До переименования в 1976 г. кратер назывался сателлитным кратером Эйлер P.

## Сателлитные кратеры
Отсутствуют.